# Fons Vitae (Museu da Misericórdia do Porto)
Fons Vitae (em português: Fonte da Vida) é uma pintura anónima da escola flamenga realizada entre 1515 e 1517. Este painel monumental pertenceu anteriormente ao retábulo da capela da confraria da Misericórdia na Sé Catedral do Porto e encontra-se hoje no Museu da Misericórdia do Porto.
Esta pintura a óleo sobre madeira é frequentemente considerada uma obra-prima da pintura flamenga e é a mais importante peça deste museu portuense.

## Autoria e encomenda
É provável que o painel tenha sido encomendado na Flandres pelo rei D. Manuel ou por alguém da sua corte ligado à Misericórdia. Este rei foi de facto o grande impulsionador da fundação da confraria e nessa altura a cidade do Porto começava a ter grandes trocas comerciais com o norte da Europa.
A identidade do pintor não é conhecida. Não obstante, os peritos atribuem-na a Colijn de Coter ou a Bernaert van Orley.

## Iconografia
A pintura segue a iconografia de uma Fons vitae que representa uma alegoria da Eucaristia. A figura central é o corpo de Jesus morto cujas chagas escorrem sangue que se acumula numa fonte. É ladeado por Maria e pelo apóstolo João que choram a sua morte. Em redor da fonte ajoelham-se em oração várias personagens das quais se destacam, em primeiro plano, o rei D. Manuel I, a sua segunda esposa Maria de Aragão e Castela e os infantes e infantas nascidos desse casamento.
Esta peculiar representação encontra paralelos no Tríptico do Banho Místico do pintor flamengo Jean Bellegambe conservado no Palais des Beaux-Arts de Lille mas principalmente noutra pintura do século XVII, anónima, na capela das Santas Chagas da Igreja da Cividade em Braga. Nesta última a base da fonte apresenta uma inscrição retirada do Livro de Isaías: «haurietis aquas in gaudio de fontibus salvatoris» (E vós tirareis com alegria águas das fontes da salvação).

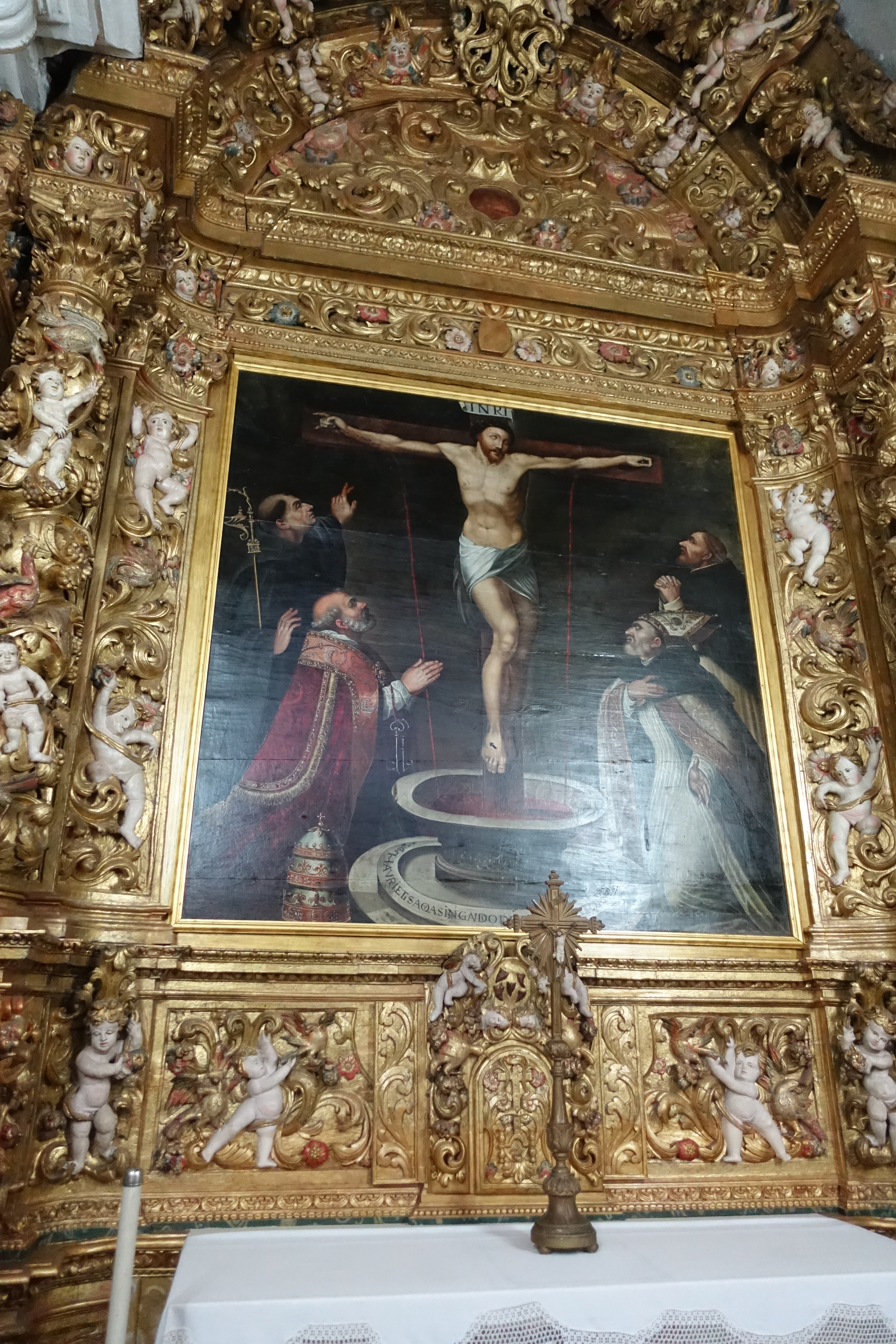
Cristo na Cruz na capela das Santas Chagas, Igreja da Cividade, Braga.
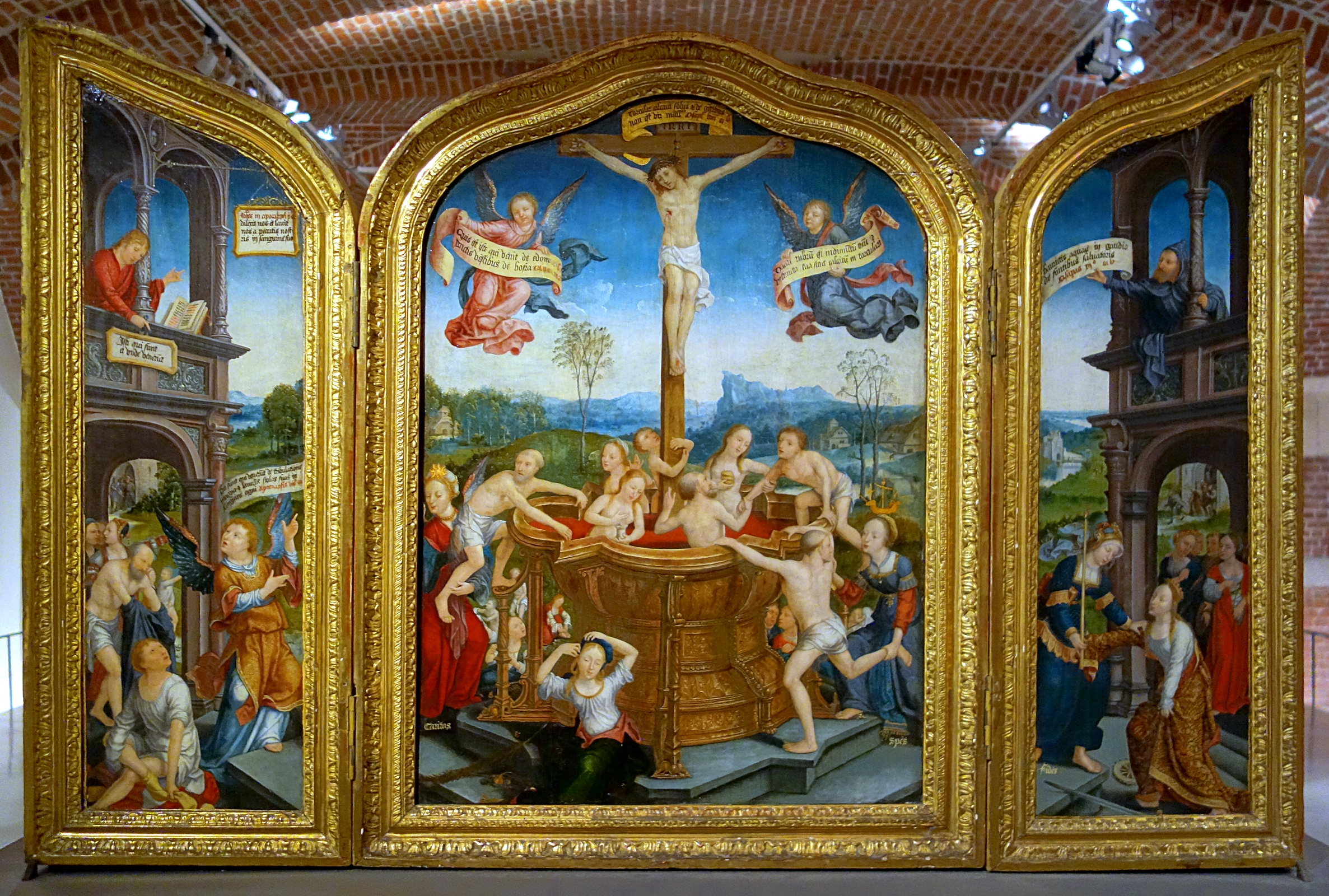
Tríptico do Banho Místico por Jean Bellegambe, Palais des Beaux-Arts de Lille.